# Chiesa di San Bassano (San Bassano)
La chiesa di San Bassano, nota anche come chiesa di San Martino Vescovo, è la parrocchiale di San Bassano, in provincia e diocesi di Cremona; fa parte della zona pastorale 2.

## Storia
La primitiva chiesa di San Martino, risalente al XII secolo e situata dove poi sarebbe sorta la scuola dell'infanzia, era sede delle confraternite della Santissima Trinità e della Madonna del Carmelo; nel Liber Synodalium del 1385 si legge che dipendeva dalla pieve di Formigara. In seguito alla soppressione di dette confraternite per l'edificio iniziò un periodo di progressivo abbandono e infine venne demolito nel XVIII secolo.
In paese vi era pure una seconda chiesetta, di cui si hanno diverse descrizioni negli atti relativi alle visite pastorali compiute tra la fine del Cinquecento e il Settecento, che venne costruita nel 1591 e consacrata nel 1612 dal vescovo Giovanni Battista Brivio.
All'inizio del Seicento il vescovo Cesare Speciano trovò che esisteva la confraternita del Santissimo Sacramento, che la chiesa era inserita nel vicariato di Castelleone e che a servizio della cura d'anime vi era un solo sacerdote; negli anni ottanta del Settecento risultava che i fedeli erano 1427 e che il reddito ammontava a 850 lire.
Nel 1821 crollò la volta del presbiterio; poi, tra il 1872 e il 1875 la parrocchiale fu oggetto di un rifacimento in stile bramantesco, progettato da Carlo Visioli, in occasione del quale vennero costruite le navate laterali e rinnovati gli altari minori e il pavimento e l'organo.
Nel 1908 fu rialzato il campanile, mentre tra il 1914 e il 1916 venne condotto un ulteriore ampliamento della parrocchiale su disegno di Abramo Aresi; il tetto fu rifatto nel 1950 e nel 1970 si provvide all'elettrificazione del concerto di campane.
Tra il 1983 e il 1986 venne posato il nuovo pavimento delle navate e del presbiterio, mentre tra il 2001 e il 2002 si procedette al restauro del campanile e della facciata.

## Descrizione

### Esterno
La facciata a salienti della chiesa è suddivisa da una cornice marcapiano in due registri; quello inferiore, tripartito da lesene binate, presenta centralmente il portale maggiore sovrastato da un timpano semicircolare e ai lati i due ingressi secondari sono sormontati da timpani triangolari, mentre quello superiore, coronato dal frontone, è caratterizzato da una lunetta in cui trova posto il gruppo che raffigura San Bassano che ridona la vita a un ragazzo morso da una serpe, scolpito da Luigi Ferrari.

### Interno
L'interno dell'edificio è suddiviso da pilastri in tre navate, la centrale delle quali è coperta da volta a botte; al termine dell'aula si sviluppa il presbiterio, sopraelevato di tre scalini e chiuso dall'abside di forma semicircolare.
Qui sono conservate diverse pregevoli opere, tra le quali il marmoreo altare maggiore, risalente al 1750, la tela raffigurante la Madonna con Bambino con i santi Giuseppe e Fermo, eseguita nel 1758 forse da Angelo Massarotti, il quadro con soggetto Cristo deposto, dipinto nel 1601 da Giovan Battista Trotti, e l'affresco con san Bassiano ai piedi della Madonna, realizzato nel XVII secolo.